# Насос невставний
Насос невставний (рос. насос невставной; англ. non-inserted pump, tubing (oil-well) pump, нім. Steigrohrpumpe f, Tubingpumpe f, Exserttiefpumpe f) — насос штанговий, поршень якого опускається окремо на колоні насосно-компресорних труб, а плунжер — на колоні штанг насосних. Інша назва — насос трубний.